# Aizawl
Aizawl es la ciudad capital del estado indio de Mizoram, que en el 2001 tenía una población de 229.714 habitantes.
Está situada sobre una cordillera a una altitud de cerca de 900 m por encima del nivel del mar. La región circundante es parte de la comarca geológica ubicada entre Assam y Birmania, con valles de colinas muy desniveladas.
En los años 1970, Aizawl fue el escenario de un ataque armado sobre la tesorería gubernamental perpetrado por miembros del Frente Nacional Mizo. La ciudad es productora de utensilios de aluminio, telares de mano y mobiliario. Gran parte de sus residentes provienen de Birmania.